# Battaglia di Piacenza (1746)
La battaglia di Piacenza del 16 giugno 1746 ebbe luogo nell'ambito della guerra di successione austriaca, vide le forze franco-spagnole di fronte a quelle austriache e si concluse con la vittoria di queste ultime.
Terminata la seconda guerra della Slesia con la pace di Dresda fra il re Federico II di Prussia e Francesco I di Lorena, si rafforzò l'impegno in Italia ove l'alleato dell'Austria, Carlo Emanuele III di Savoia, combatteva contro l'alleanza franco-spagnola. Le truppe di quest'ultima, schierate a nord del fiume Po nei pressi della città di Piacenza, forti di circa 40 000 effettivi al comando dei generali Jean Thierry Dumont, conte di Gages e da Giovanni Battista Desmarets, marchese di Millebois, attaccarono le forze austro-piemontesi di entità poco minore comandate dal principe Giuseppe Venceslao di Liechtenstein, ma ne furono sconfitte e dovettero ritirarsi sulla riva destra del fiume.
A seguito di questa battaglia, che annullò i vantaggi ottenuti dai franco-spagnoli con la vittoria dell'anno precedente a Bassignana sul Tanaro, l'Austria riuscì gradualmente a costringere le truppe di Francia e Spagna a ritirarsi dall'Italia settentrionale e con questa campagna terminò la guerra in Italia. Il successo in questa località controbilanciò le contemporanee vittorie francesi in Belgio, dove gli alleati austriaci furono sconfitti nel medesimo anno a Roucoux e l'anno successivo a Lauffeldt dai francesi. I ducati di Parma, Piacenza e Guastalla, conquistati a seguito di questa battaglia dall'imperatrice Maria Teresa d'Austria, furono restituiti in cambio delle terre olandesi rioccupate dalle truppe francesi.